# الحاجب
الحاجب یکی از شهرهای کشور مراکش است که در نزدیکی شهر قدیمی مکناس قرار گرفته است.